# 英属圭亚那
英属圭亚那（英語：British Guiana）是前英国殖民地，为英屬西印度群島的一部分，位于南美洲的北部海岸，现称圭亚那合作共和国。
第一个发现圭亚那的欧洲人是英国探险家沃尔特·雷利爵士。荷兰人是第一批定居于此的欧洲人，从17世纪初开始，他们建立了埃塞奎博和贝比斯这两块殖民地，18世纪中期又添加了德梅拉拉这块殖民地。1796年，英国在法国占领荷兰的战争中接管了这三个殖民地。1802年，英国将控制权交还给巴达维亚共和国，但一年后在拿破仑战争中夺取了这些殖民地。这些殖民地于1814年正式割让给英国，并于1831年合并为一个殖民地，即英属圭亚那，殖民地的首都是乔治敦。
当英国人在殖民地开发甘蔗种植园时，引进了许多非洲人作为奴隶劳工。自19世纪末以来，圭亚那经济变得更加多元化，但一直依赖于资源开发。圭亚那于1966年5月26日脱离英国独立。

## 建立
英国人在17世纪至少进行了两次不成功的殖民尝试，试图在后来被称为英属圭亚那的土地上建立殖民地，当时荷兰人在该地区建立了两个殖民地:由荷兰西印度公司管理的埃塞奎博和由贝比斯协会管理的贝比斯。荷兰西印度公司在18世纪中期建立了第三个殖民地德梅拉拉。在18世纪末的法国大革命战争中，荷兰被法国占领，而英国和法国处于战争状态，英国于1796年接管了这块殖民地。一支英国远征军从其殖民地巴巴多斯出发，从法国控制的巴达维亚共和国手中夺取了这些殖民地。这些殖民地不经斗争就投降了。起初几乎没有什么变化，因为英国人同意让荷兰人创立的殖民地法律继续有效。
1802年，根据亚眠和约，英国将殖民地归还给巴达维亚共和国。但是，在1803年拿破仑战争中恢复与法国的敌对状态后，英国在不到一年后再次夺取了这些殖民地。根据1814年的英荷条约，这三个殖民地正式割让给英国。后来荷兰人建立的三块殖民地合并为一块，这个殖民地被称为英属圭亚那。

## 经济和政治
英属圭亚那的经济完全依赖于甘蔗生产，直到19世纪80年代，蔗糖价格的下降刺激了向水稻种植、采矿和林业的转变。然而，甘蔗仍然是经济的重要组成部分(1959年糖仍占出口的近50%)。在荷兰统治时期，殖民地和经济活动都集中在从海岸向内陆延伸的甘蔗种植园周围。在英国统治下，甘蔗种植扩展到更富裕的沿海地区，并加强了对海岸线的保护。在大英帝国废除奴隶制之前，糖料种植园主几乎完全依靠奴隶劳动生产糖。1823年，乔治敦发生了一场重大的奴隶起义。

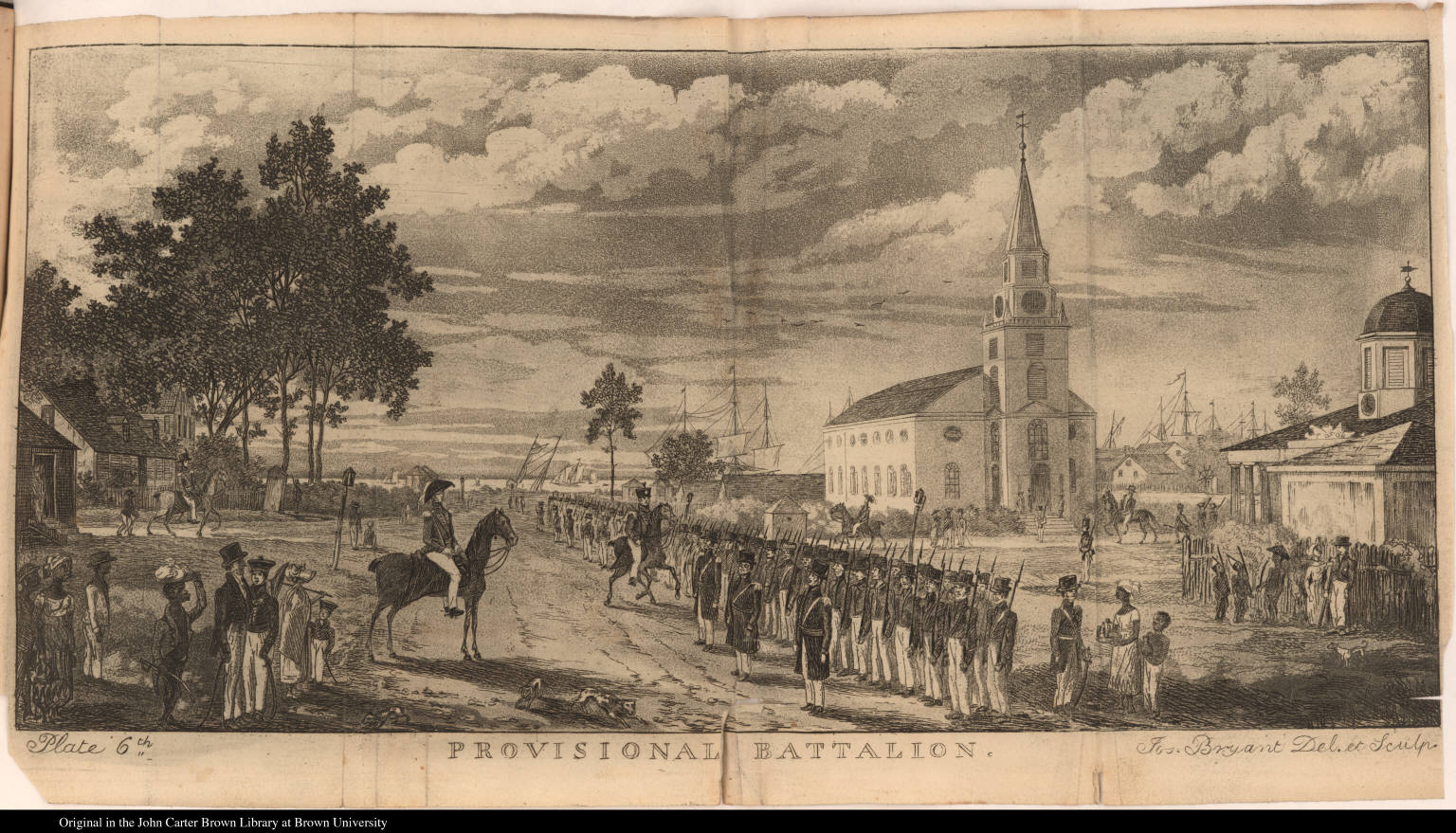
1823年奴隶起义

19世纪80年代，人们在英属圭亚那发现了黄金和钻石矿藏，但这些矿藏并没有带来可观的收入。铝土矿的开采被证明更有前景，仍将是圭亚那经济的重要组成部分。除了制糖厂、碾米厂、锯木厂和某些小型工业(包括酿酒厂、肥皂厂、饼干厂和氧气乙炔厂等)之外，这个殖民地没有发展任何重要的制造业。
总部位于伦敦的布克集团公司(布克兄弟，麦康奈尔有限公司)主导了英属圭亚那的经济。从19世纪初开始，布克夫妇就在这个殖民地拥有糖厂，到19世纪末，他们拥有大部分糖厂，到1950年，除了三家糖厂之外，他们拥有其他的所有的糖厂。随着布克集团的成功和财富的不断增长，他们向国际扩张，并通过投资朗姆酒、制药、出版、广告、零售商店、木材和石油等行业进行多元化经营。布克集团成为殖民地最大的雇主，导致一些人把它称为“布克的圭亚那”。

## 铁路
英国殖民者在英属圭亚那建立了第一个铁路系统，从乔治敦到罗格诺的轨道长98（61英里），轨距为1,435毫米（4英尺8+1⁄2英寸），从弗里登胡普到帕里卡的轨道长31（19英里），规矩为1,067毫米，它于1848年开放。几条窄轨铁路是为制糖业而建的，其他的是为后来的矿山而建的。
1948年，当百慕大铁路被关闭时，铁路的机车、机车车辆、轨道、枕木和几乎所有相关的设备都被运往英属圭亚那，以翻新陈旧的铁路系统。
这些线路在1972年停止运行，但乔治敦的大型中央车站仍然屹立不倒。一些内地煤矿仍在运营窄轨铁路。

## 行政管理
英国在英属圭亚那长期延续了荷兰殖民政府的形式。政策法院在殖民地总督(自1831年至1966年存在)的指导下行使立法和行政职能。一个被称为财政代表的团体与政策法庭一道，共同制定税收政策。大多数法院成员由总督任命;其余的则由选举人团选出。选举人团是通过选举产生的，他们拥有基于财产的限制性的特权，并且仅限于殖民地的大地主。在早期的几个世纪里，法院成员席位被糖厂的种植者和他们的代表所占据。
1891年选举人团被废除，取而代之的是直接选举法院的选举成员。政策法院的职位一半是选举产生的，一半是任命的，所有的财政代表都是选举产生的。政策法院的行政职能已移交给一个由总督控制的新的执行委员会。选民和法院候选人的参与资格也被大大的放宽了。
1928年，英国政府废除了受荷兰影响的宪法，代之以英国殖民地宪法。设立了委任过半数的立法会，并加强了总督的行政权。这些宪法改革并不受圭亚那人的欢迎，他们认为这是一种倒退。妇女也获得了选举权。
1938年，西印度皇家委员会(“莫尼委员会”)被任命调查加勒比地区所有英属殖民地的经济和社会状况，在此之前发生了一些内乱和劳工骚乱。在其他变化中，委员会建议进行一些宪法改革。因此，一九四三年立法会多数议席改为选举产生，降低选民和立法会候选人的财产要求，并取消妇女和教士在立法会任职的限制。总督保留对行政会议的控制权，行政会议有权否决或通过违反立法会意愿的法律。
下一轮宪法改革发生在1953年。建立了一个两院制立法机构，包括下议院和上院国务院。议会的投票席位完全由选举产生。国务院的成员由总督和议会任命，并拥有有限的修改权力。政策法院成为行政机构，由总督和其他殖民地官员组成。实行了成人普选，废除了公职人员在财产方面的限制。
1953年4月27日新制度下的选举引起了严重的宪法危机。人民进步党在众议院的24个席位中赢得了18席。这一结果震惊了英国政府，它对人民进步党的强劲表现感到惊讶。它认为PPP对共产主义组织过于友好。
由于担心共产主义在殖民地的影响，英国政府暂停了宪法，宣布进入紧急状态，并在1953年10月9日军事占领了英属圭亚那。在英国殖民办公室的指导下，总督在临时政府下直接统治殖民地，一直到1957年。1957年8月12日举行了选举，人民进步党赢得了新立法机关14个选举席位中的9个。
1960年3月在伦敦召开的制宪会议就另一个立法机构达成协议，由选举产生的议会(35个席位)和提名的参议院(13个席位)组成。在随后的1961年8月21日的选举中，人民进步党赢得了众议院20个席位，使其成为多数党，有权任命8名参议员。在1961年的选举中，英属圭亚那也实现了自治，除了国防和外部事务。多数党领袖成为总理，他随后任命了一个部长委员会，取代了前执行委员会。
从1962年到1964年，由于种族、社会和经济冲突而引起的骚乱、罢工和其他骚乱推迟了英属圭亚那的完全独立。各政党的领导人向英国殖民大臣报告说，他们无法就组成独立政府的其余细节达成协议。英国殖民地办事处强行实施了自己的独立计划，要求在新的比例代表制下进行另一次选举。英国希望这一制度能减少人民进步党赢得的席位，并阻止其获得多数席位。
1964年12月新立法机构的选举中，人民进步党获得45.8%(24个席位)，人民国民大会获得40.5%(22个席位)，联合力量获得12.4%(7个席位)。联合力量同意与人民国民大会组成联合政府，因此，人民国民大会领导人成为新的总理。1965年11月在伦敦举行的独立会议很快就独立宪法达成协议;它将独立日期定在1966年5月26日。在那一天的午夜12点，英属圭亚那成为了名为圭亚那的新国家。

## 领土争端

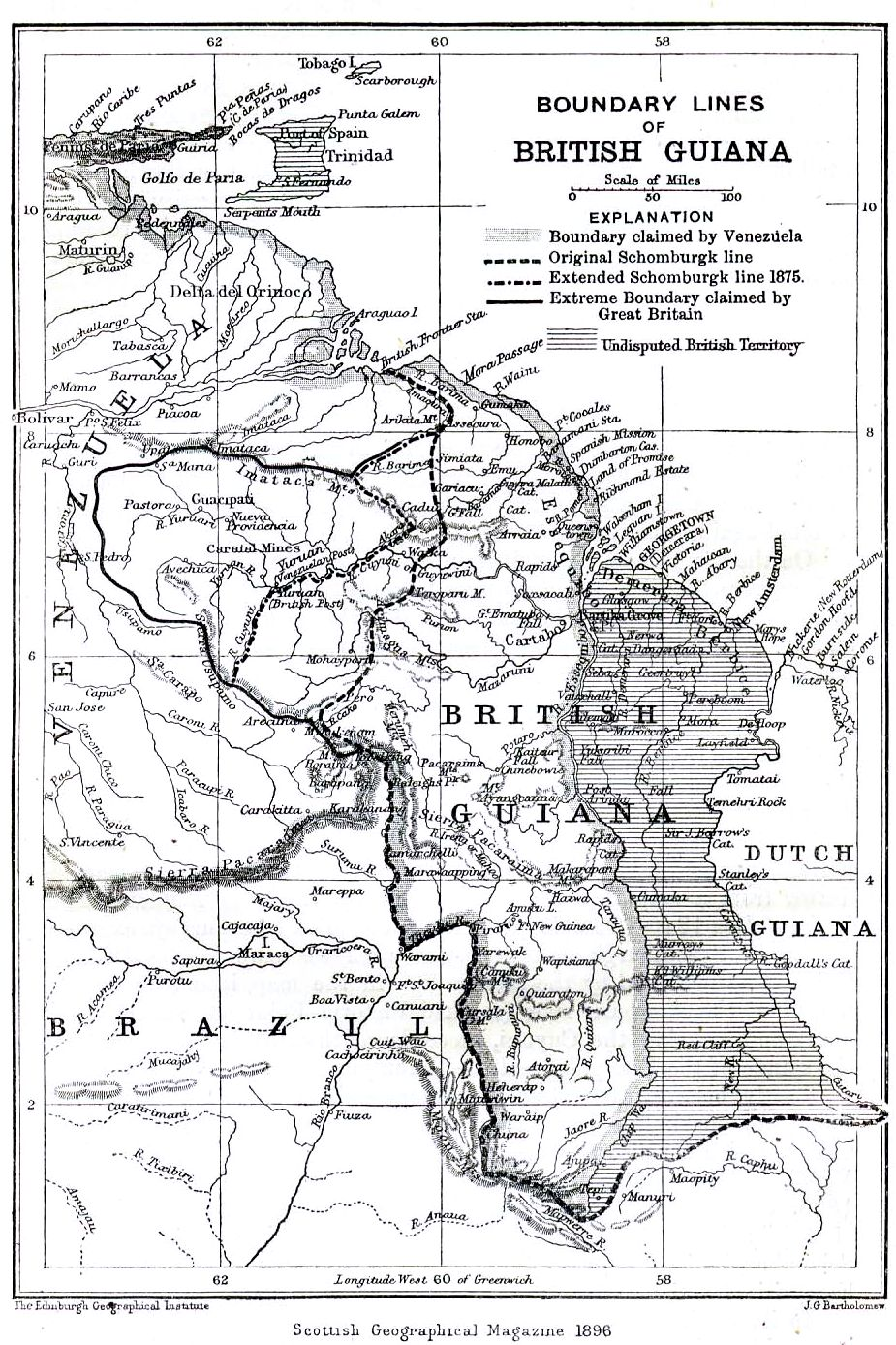
1896年的英属圭亚那及其边界线

### 与委内瑞拉的西部边界
1840年，英国政府指派罗伯特·赫尔曼·尚伯克与新近独立的委内瑞拉勘测并划定英属圭亚那的西部边界。委内瑞拉不接受尚伯克线，这条线把整个库尤尼河流域都放在英国殖民地之内。委内瑞拉宣称埃塞奎博河以西的所有土地都是它的领土(见此部分地图)。
这场争论断断续续持续了半个世纪，最终导致1895年的委内瑞拉危机，委内瑞拉试图利用美国的门罗主义来赢得对其立场的支持。美国总统格罗弗·克利夫兰利用外交压力促使英国同意对该问题进行仲裁，最终同意了适合英国的仲裁条款。一个仲裁法庭于1898年在巴黎召开，并于1899年作出裁决。该法庭将约94%的争议领土判给了英属圭亚那。一个委员会根据裁决调查了一条新边界，双方于1905年接受了这条边界。
1962年，委内瑞拉重申了19世纪的主张，声称仲裁裁决无效。委内瑞拉法律顾问、纽约律师事务所Curtis、Mallet-Prevost、Colt & Mosle的冠名合伙人Severo Mallet-Prevost发表了一封信，指控法庭的法官们在俄罗斯和英国之间的幕后交易中行为不当。英国政府拒绝了这一要求，坚持1899年裁决的有效性。当时由人民进步党领导的英属圭亚那政府也强烈反对这一说法。所有各方在1966年圭亚那独立前夕解决这个问题的努力失败了；到今天为止，这一争议仍未解决。

## 延伸閲讀
- De Barros, Juanita. "'Spreading Sanitary Enlightenment': Race, Identity, and the Emergence of a Creole Medical Profession in British Guiana." Journal of British Studies 42.4 (2003): 483-501. online （页面存档备份，存于）
- De Barros, Juanita. "Sanitation and Civilization in Georgetown, British Guiana." Caribbean quarterly 49.4 (2003): 65-86.
- Draper, Nicholas. "The rise of a new planter class? Some countercurrents from British Guiana and Trinidad, 1807–33." Atlantic Studies 9.1 (2012): 65-83.
- Fraser, Cary. Ambivalent Anti-Colonialism: The United States and the Genesis of West Indian Independence, 1940-64 (Westport, 1994)
- Fraser, Cary. "The 'New Frontier' of Empire in the Caribbean: The Transfer of Power in British Guiana, 1961–1964." International History Review 22.3 (2000): 583-610. online （页面存档备份，存于）
- Green, William A. “Caribbean Historiography, 1600-1900: The Recent Tide.” Journal of Interdisciplinary History 7#3 1977, pp. 509–530. online （页面存档备份，存于）.
- Khanam, Bibi H., and Raymond S. Chickrie. "170th anniversary of the arrival of the first hindustani muslims from India to British Guiana." Journal of Muslim Minority Affairs 29.2 (2009): 195-222.
- Kumar, Mukesh. “Malaria and Mortality Among Indentured Indians: A Study of Housing, Sanitation, and Health in British Guiana (1900-1939).” Proceedings of the Indian History Congress, vol. 74, 2013, pp. 746–757. online （页面存档备份，存于）
- Laurence, Keith Ormiston. A question of labour: indentured immigration into Trinidad and British Guiana, 1875-1917 (St. Martin's Press, 1994).
- Lutz, Jessie G. “Chinese Emigrants, Indentured Workers, and Christianity In The West Indies, British Guiana And Hawaii.” Caribbean Studies 37#2 , 2009, pp. 133–154. online （页面存档备份，存于）
- Munro, Arlene. "British Guiana's Contribution to the British War Effort, 1939-1945." Journal of Caribbean History 39.2 (2005): 249-262.
- Palmer, Colin A. Cheddi Jagan and the Politics of Power: British Guiana's Struggle for Independence (U of North Carolina Press, 2010); online at JSTOR
- Rabe, Stephen G. U.S. intervention in British Guiana: A cold war story (Univ of North Carolina Press, 2006).
- Roopnarine, Lomarsh. "A critique of East Indian indentured historiography in the Caribbean." Labor History 55.3 (2014): 389-401.
- Roopnarine, Lomarsh. "Indian migration during indentured servitude in British Guiana and Trinidad, 1850–1920." Labor History 52.2 (2011): 173-191.
- Schoenrich, Otto. "The Venezuela-British Guiana Boundary Dispute." American Journal of International Law 43.3 (1949): 523-530. online （页面存档备份，存于）
- Spinner, Thomas J. A political and social history of Guyana, 1945-1983 (Westview Press, 1984).
- Will, Henry Austin. Constitutional change in the British West Indies, 1880-1903: with special reference to Jamaica, British Guiana, and Trinidad (Oxford: Clarendon Press, 1970).